# Davana phalantalis
Davana phalantalis är en fjärilsart som beskrevs av Walker 1859. Davana phalantalis ingår i släktet Davana och familjen Crambidae. Inga underarter finns listade i Catalogue of Life.